# Юнацький чемпіонат Європи з футболу (U-18) 1988
Чемпіонат Європи з футболу серед юнаків віком до 18 років 1988 року — пройшов у Чехословаччині з 22 по 27 липня. Переможцем стала збірна СРСР, яка у фіналі перемогла збірну Португалії із рахунком 3:1.

## Учасники
- Чехословаччина (господарі, також кваліфікувались через відбірний турнір)
- Данія
- НДР
- Нідерланди
- Норвегія
- Португалія
- СРСР
- Іспанія

## Чвертьфінали
| 22 липня 1988 |

| НДР | 2 – 0 | Данія |
| --- | ----- | ----- |
|     |       |       |

| Фрідек-Містек |

| 22 липня 1988 |

| Іспанія | 1 – 0 | Чехословаччина |
| ------- | ----- | -------------- |
|         |       |                |

| Опава |

| 22 липня 1988 |

| СРСР | 4 – 2 | Норвегія |
| ---- | ----- | -------- |
|      |       |          |

| Всетін |

| 22 липня 1988 |

| Португалія | 3 – 0 | Нідерланди |
| ---------- | ----- | ---------- |
|            |       |            |

| Копрживніце |

## Півфінали

### 5-те— 8-ме місця
| 24 липня 1988 |

| Норвегія | 1 – 1    | Данія |
| -------- | -------- | ----- |
|          |          |       |
|          | Пенальті |       |
|          | 5–4      |       |

| Всетін |

| 24 липня 1988 |

| Чехословаччина | 1 – 0 | Нідерланди |
| -------------- | ----- | ---------- |
|                |       |            |

| Копрживніце |

### 1-ше— 4-те місця
| 24 липня 1988 |

| Португалія | 2 – 0 | Іспанія |
| ---------- | ----- | ------- |
|            |       |         |

| Опава |

| 24 липня 1988 |

| СРСР | 3 – 0 | НДР |
| ---- | ----- | --- |
|      |       |     |

| Фрідек-Містек |

## Матч за 3-тє місце
| 27 липня 1988 |

| НДР | 2 – 0 | Іспанія |
| --- | ----- | ------- |
|     |       |         |

| Фрідек-Містек |

## Фінал
| 27 липня 1988 |

| СРСР                                                       | 3 – 1 (дод. час) | Португалія     |
| ---------------------------------------------------------- | ---------------- | -------------- |
| Андрій Тимошенко 78' Юрій Никифоров 102' Олег Саленко 117' |                  | Жуан Пінту 55' |

| Фрідек-Містек |

| Чемпіон Європи 1988 |
| ------------------- |
| СРСР 5-й титул      |

## Збірні, що кваліфікувались намолодіжний ЧС 1989
- Чехословаччина
- НДР
- Норвегія
- Португалія
- СРСР
- Іспанія